# Paul Kane
Paul Kane (Mallow, Cork, 3 de setembro de 1810 — Toronto, 20 de fevereiro de 1871) foi um pintor irlando-canadiano, famoso por seus quadros que retratam a população das primeiras nações do Canadá Ocidental e de outros nativos americanos de Oregon Country.
Kane, artista autodidata, cresceu em Toronto (na altura conhecida como York) e treinou-se copiando os mestres europeus quando fez uma viagem de estudos pela Europa. Realizou duas viagens pelo noroeste selvagem canadiano em 1845 e de 1846 a 1848. Na sua primeira viagem de ida e volta de Toronto a Sault Ste. Marie, conseguiu o apoio da Companhia da Baía de Hudson para a segunda viagem, muito mais longa que a primeira, iniciando em Toronto, atravessando as Montanhas Rochosas até Fort Vancouver e Fort Victoria na Colúmbia Britânica, como os canadianos designavam Oregon Country.
Em ambas as viagens, Kane fez esboços, pintou os povos indígenas e documentou os seus modos de vida. Quando regressou a Toronto, produziu mais de uma centena de pinturas a óleo baseadas nos esboços. Os trabalhos de Kane, em especial os seus esboços, são ainda um recurso valioso para os etnólogos. As pinturas a óleo completadas no seu estúdio são consideradas uma parte do património cultural canadiano, embora, frequentemente ele as tenha embelezado consideravelmente, baseado na exactidão dos seus esboços, em favor de cenas mais dramáticas.

## Juventude e estudos
Kane nasceu em Mallow, Condado de Cork(A) situado na actual República da Irlanda. Foi o quinto filho de oito, do casal Michael Kane e Frances Loach. O seu pai, soldado de Preston, Lancashire, Inglaterra serviu na Real Artilharia Montada até passar à disponibilidade em 1801. A família então foi residir na Irlanda. Algures entre 1819 e 1822, imigraram para o Canadá Superior, instalando-se em York, que mais tarde, em março de 1834, passou-se a designar por Toronto. Aí, seu pai adquiriu uma loja para a venda de bebidas destiladas e vinhos.

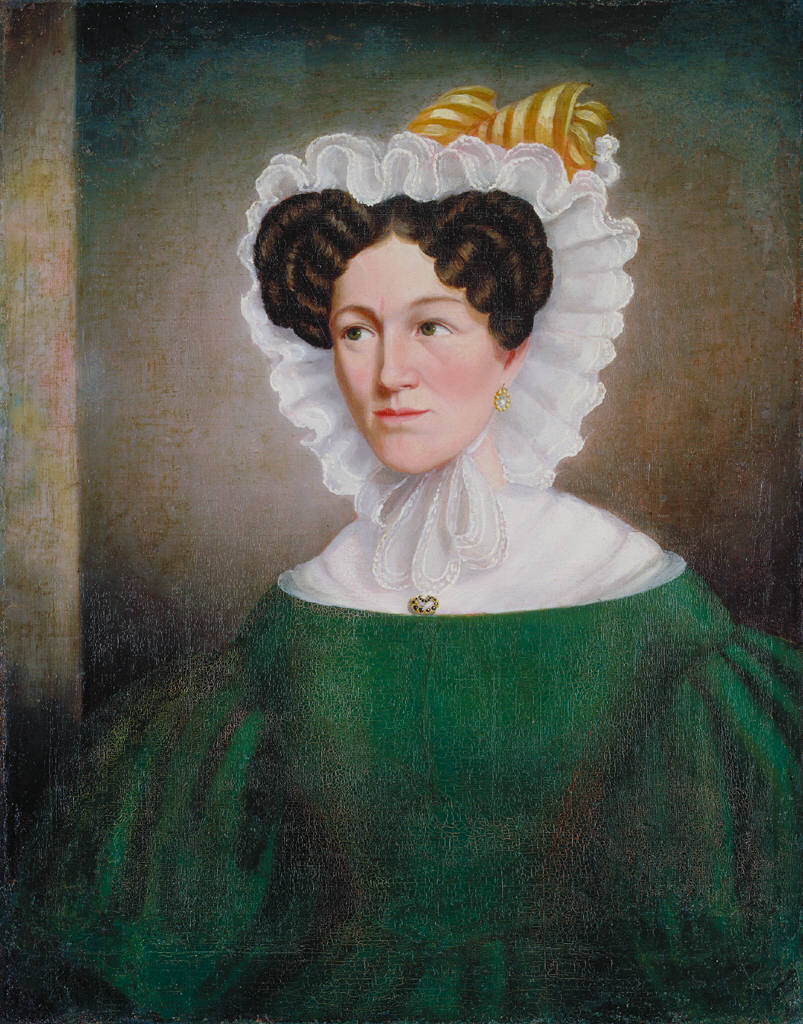
Eliza Clarke Cory Clench.
Um dos primeiros retratos atribuídos a Paul Kane (1834–36).

Não se sabe muito sobre a juventude de Paul Kane em York, que naquela altura era uma povoação de algumas centenas de habitantes. Entrou para o Upper Canada College onde por volta de 1830, começou a aprender as primeiras noções de pintura, com o professor Thomas Drury. Em julho de 1834, expôs pela primeira (e única) vez algumas das suas pinturas na exposição da "Sociedade de Artistas e Amadores" de Toronto, obtendo uma crítica favorável de um jornal local, The Patriot.
Kane começou a sua carreira como pintor de letreiros e mobiliário em York, mudando-se para Cobourg, Ontário em 1834. Em Cobourg começou a trabalhar numa fábrica de mobiliário de Freeman Schermerhorn Clench, mas ia simultaneamente pintando alguns retratos de personalidades locais, incluindo o do xerife e o da esposa de Freeman. Em 1836, Kane mudou-se para Detroit, Michigan, onde o artista James Bowman vivia.
Os dois tinham-se conhecido anteriormente em York. Bowman convenceu Kane que estudar artes na Europa era uma necessidade para um aspirante a pintor, e planejaram viajar juntos para a Europa. Mas Kane teve de adiar a viagem, porque o dinheiro que possuía era pouco e não permitia pagar a passagem para a Europa e, além disso, Bowman tinha casado pouco tempo antes e não estava disposto a deixar a sua família. Nos cinco anos seguintes, Kane andou pela Região Centro-Oeste dos Estados Unidos, trabalhando como um itinerante pintor retratista, tendo viajado até Nova Orleães.
Em junho de 1841, Kane deixou a América, partindo de Nova Orleães a bordo de um navio com destino a Marselha, em França, tendo aí chegado cerca de três meses depois. Incapaz de arcar com os custos dos estudos de arte numa escola de arte ou com um mestre estabelecido, viajou pela Europa durante os dois anos seguintes, visitando museus de arte, onde lhe era possível estudar e copiar as obras dos velhos mestres. Até ao Outono de 1842, permaneceu em Itália, antes de atravessar o Passo de São Bernardo, mudando-se para Paris e de lá para Londres. Em Londres conheceu George Catlin, um pintor americano que havia pintado nativos americanos nas pradarias e que agora estava em uma turnê para promover seu livro, Letters and Notes on the Manners, Customs and Conditions of the North American Indians. Catlin proferiu uma conferência no Egyptian Hall em Piccadilly, onde também exibiu algumas de suas pinturas. No seu livro, Catlin argumenta que a cultura dos nativos americanos ia desaparecendo e devia ser registada antes da sua passagem ao esquecimento. Kane achou o argumento convincente e decidiu analogamente documentar os povos aborígenes canadianos.
Kane retornou no início do ano 1843 para Mobile, Alabama, onde montou um estúdio e trabalhou como pintor retratista até ter reembolsado o dinheiro que lhe tinham emprestado para sua viagem à Europa. Ele retornou para Toronto no final de 1844 ou no início de 1845 e imediatamente começou a preparar uma viagem para o Oeste.

## Viagens no Noroeste

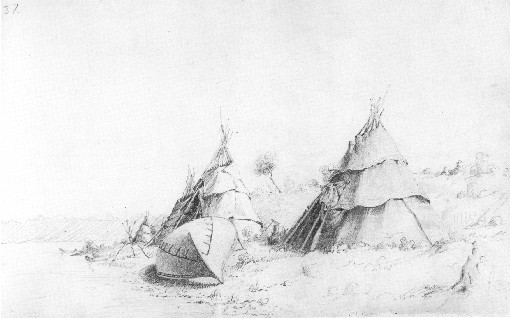
Acampamento de Ojíbuas nas margens da Baía de Georgian; um típico esboço de Kane da sua primeira viagem (1845).

Kane decidiu, em 17 de junho de 1845, viajar ao longo da costa Norte dos Grandes Lagos, visitando primeiramente a reserva Saugeen. No verão de 1845, após semanas a desenhar, chegou a Sault Ste. Marie entre o Lago Superior e o Lago Huron. Tinha a intenção de viajar mais para Oeste, mas John Ballenden, um experiente oficial da Companhia da Baía de Hudson estacionado em Sault Ste. Marie, contou-lhe das muitas dificuldades e perigos em viajar sozinho através do território ocidental e aconselhou Kane a só tentar tal façanha com o apoio da empresa. Após a Companhia da Baía de Hudson ter assumido o controle de sua concorrente, a Companhia do Noroeste, de Montreal, em 1821, a totalidade do território a oeste dos Grandes Lagos até o Oceano Pacífico e Oregon Country era terra da Baía de Hudson, território largamente inexplorado e selvagem, com cerca de uma centena de postos isolados ao longo das rotas comerciais de peles. Kane retornou para Toronto para aí passar o inverno, substituindo os seus esboços de campo por telas a óleo. Na primavera do ano seguinte, foi para a sede da Companhia da Baía de Hudson em Lachine (hoje parte de Montreal) tendo pedido à empresa do governador George Simpson para custear os seus planos de viagem. Simpson ficou impressionado com a capacidade artística de Kane, mas ao mesmo tempo preocupado com a hipótese de que Kane talvez não tivesse a resistência necessária para viajar com as colunas de caçadores de peles da empresa. Somente concedeu a Kane passagem nas canoas da empresa até ao lago Winnipeg, com a promessa de plena passagem caso o artista não tivesse problemas na viagem até aí. Simultaneamente, encomendou a Kane, pinturas sobre o estilo de vida e comportamento dos índios e acompanhadas de instruções muito detalhadas sobre esses temas.

### Em direcção ao Ocidente

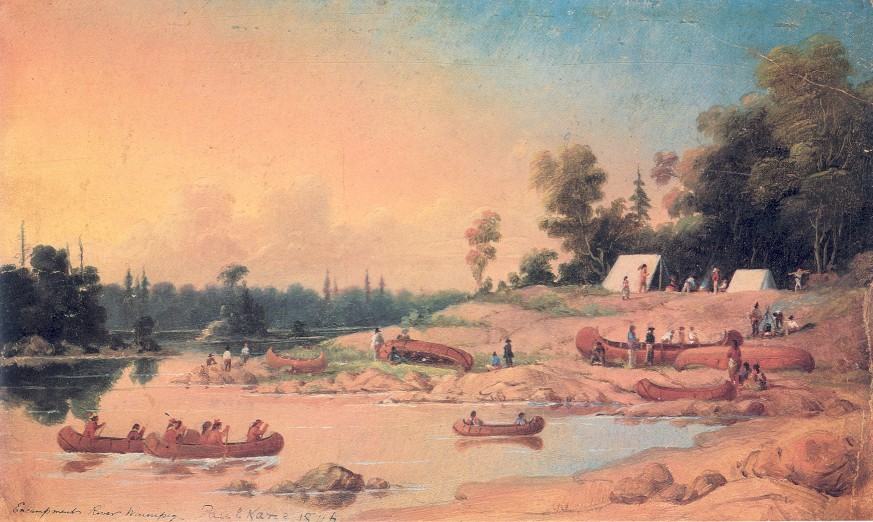
Coluna de canoeiros preparando o acampamento junto ao rio Winnipeg enquanto são visitados por alguns Saulteaux. Esboço de campo de Kane, 10 de Junho de 1846.

Em 9 de Maio de 1846, Kane partiu de Toronto, num barco a vapor com a intenção de juntar-se a uma coluna de canoeiros de Lachine até Sault Ste. Marie. Após uma paragem, perdeu o barco, que partiu na véspera da manhã da que estava anunciada, obrigando-o a ir ao seu encalço por canoa. Chegando em Sault e apercebendo-se que a coluna de canoeiros já havia partido, ele navegou a bordo de uma escuna fretada, até Fort William, na baía de Thunder. Conseguindo finalmente apanhar a coluna de canoeiros em 24 de maio, cerca de 56 km (35 milhas) após Fort William no rio Kaministiquia.
Em 4 de Junho chegou a Fort Frances, onde tinha à sua espera um bilhete de Simpson para prosseguir viagem. A sua próxima paragem foi no Estabelecimento de Red River (perto da actual Winnipeg). Aí, iniciou uma cavalgada de três semanas com um grupo de mestiços, caçadores de bisontes que iam caçar em terras dos Sioux no Dakota. No dia 26 de junho, Kane testemunhou e participou numa das últimas grandes caçadas de bisontes que dentro de poucas décadas quase dizimou esses animais até a sua extinção. No seu regresso, continuou por canoa e por barco à vela, passando por Norway House, Grand Rapids e por The Pas a norte do rio Saskatchewan até Fort Carlton. A partir daí, continuou a cavalo para em Fort Edmonton testemunhar uma caçada aos bisontes pelos Cree.

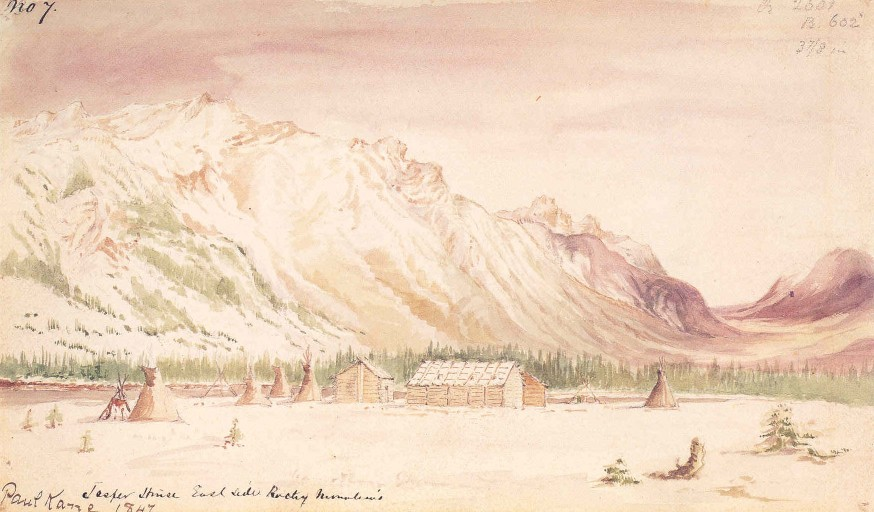
A Estalagem de Jasper pintada num esboço de campo por Kane em 1846.

Em 6 de outubro de 1846, Kane deixou Edmonton indo para Fort Assiniboine, onde embarcou novamente numa coluna de canoeiros pelo rio Athabasca até a Estalagem de Jasper, aonde chegou no dia 3 de novembro. Aqui, juntou-se à cavalaria, mas em breve tiveram de mandar os cavalos de regresso à Estalagem de Jasper e continuar em calçado próprio para a neve, levando apenas o essencial com eles, porque o Passo de Athabasca já estava coberto com maior quantidade de neve do que no ano anterior. Atravessaram a Passo de Athabasca em 12 de novembro e três dias mais tarde reuniram-se à coluna de canoeiros que os esperava para levá-los para a jusante no rio Columbia.

### No território de Oregon

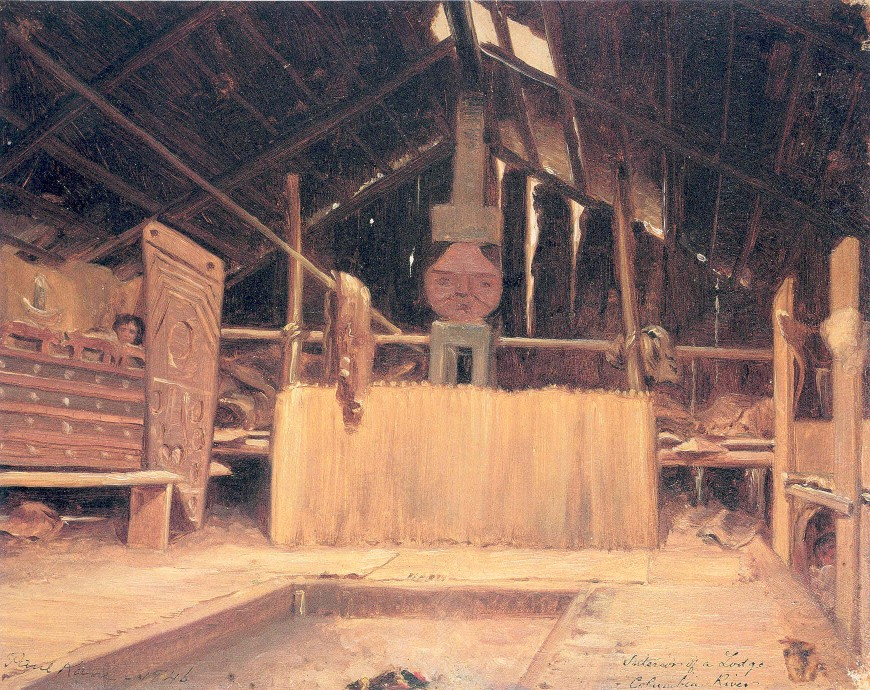
O interior de uma cabana cerimonial na região do rio Columbia, pintada por Paul Kane em 1846.

Finalmente, Kane chegou a Fort Vancouver em 8 de dezembro de 1846, principal posto e sede da Companhia da Baía de Hudson no território de Oregon. Permaneceu aí durante o inverno, desenhando e estudando os Chinookan e outras tribos próximas e fazendo várias excursões, incluindo uma mais prolongada de três semanas através do vale do Willamette. Ele apreciou a vida social em Fort Vancouver, que nessa altura estava a ser visitado pelo navio britânico Modeste, tendo travado amizade com Peter Skene Ogden.
Em 25 de Março de 1847 Kane deslocou-se por canoa para Fort Victoria, que tinha sido fundado pouco antes para tornar-se a sede da nova empresa, uma vez que as operações em Fort Vancouver estavam a ser desativadas e realocadas em decorrência da conclusão do Tratado de Oregon de 1846, que fixou as fronteiras continentais entre o Canadá e os Estados Unidos a Oeste das Montanhas Rochosas, no paralelo 49 Norte. Kane subiu o rio Cowlitz e permaneceu por uma semana entre as tribos que viviam nas proximidades do Monte Santa Helena antes de continuar a cavalo para Nisqually (actual Tacoma) e, em seguida, por canoa novamente para Fort Victoria. Permaneceu por dois meses naquela região, viajando e desenhando entre os nativos americanos na Ilha Vancouver assim como por todo o estreito de Juan de Fuca e estreito de Geórgia. Voltou para Fort Vancouver em meados de junho, de onde ele partiu de regresso para o Leste no dia 1 de julho de 1847.

### Atravessando novamente as Rochosas
Em meados de julho, Kane tinha chegado a Fort Walla Walla(B), onde fez um pequeno desvio para visitar a Missão Whitman que alguns meses mais tarde seria o local do massacre Whitman. Kane foi com Marcus Whitman visitar os Cayuse que viviam naquela área, tendo ainda desenhado o retrato de Tomahas (a que Kane dá o nome de "To-ma-kus"), o homem que mais tarde viria a ser nomeado como o assassino de Whitman. De acordo com relatório da sua viagem, as relações entre os Cayuse e os colonos na missão já estavam tensas na altura da sua visita em julho.

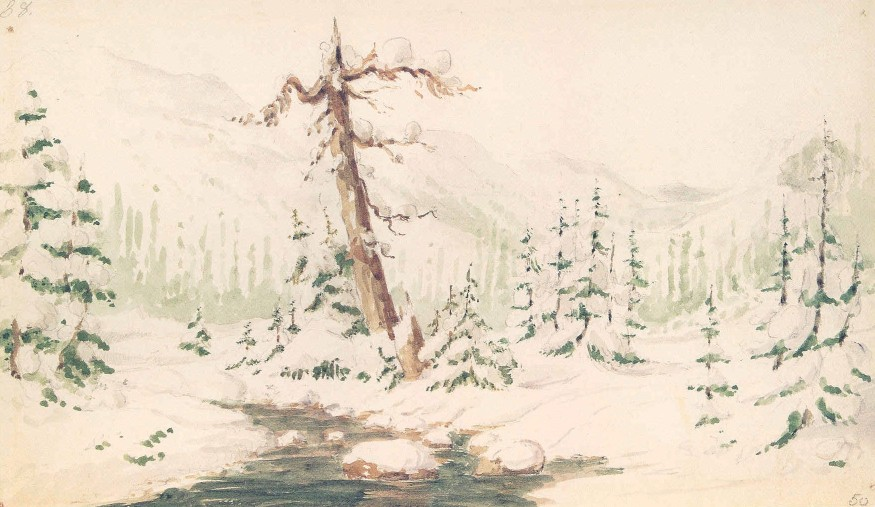
Kane atravessou as Montanhas Rochosas duas vezes no inverno. (Esboço de campo por Kane, 1846)

Kane continuou a cavalo, acompanhado por um guia, através do Grande Coulée até Fort Colville, onde permaneceu por um período de seis semanas, desenhando e pintando os nativos que haviam criado um campo de pesca a Sul em Kettle Falls onde nessa altura o salmão subia o rio. Em 22 de setembro de 1847, Kane assumiu o comando de uma coluna de canoas que subiu o rio Columbia, tendo chegado a 10 de outubro a Boat Encampment(C). O destacamento teve que aí esperar durante três semanas, por causa do atraso da chegada da tropa de cavalos oriunda de Jasper. Fizeram então uma troca. A equipe que trouxe os cavalos pegou nas canoas e desceu o rio Columbia, enquanto o grupo de Kane colocou a carga sobre os cavalos e dirigiu-se para o passo de Athabasca, tendo conseguido levar a tropa composta por 56 cavalos em segurança até a Estalagem de Jasper, apesar dos fortes nevões e frio intenso. Como as canoas já haviam partido, viram-se forçados a usar calçado próprio para a neve e trenós puxados por cachorros para chegarem a Fort Assiniboine, tendo conseguido aí chegar duas semanas depois, após uma viagem sem mantimentos e em condições adversas. Após alguns dias de descanso, eles continuaram até Fort Edmonton, onde passaram o inverno.
Kane passou o tempo no forte com caçadores de bisontes, tendo feito esboços sobre o povo Cree que viviam nas imediações. Em Janeiro, empreendeu uma excursão para Fort Pitt a cerca de 320 km (200 milhas) abaixo no rio Saskatchewan, tendo voltado em seguida para Edmonton. Em Abril, foi até Rocky Mountain House, onde pretendia encontrar-se com os Blackfoot. Como eles não apareceram, acabou por voltar para Edmonton.

### O retorno ao Oriente

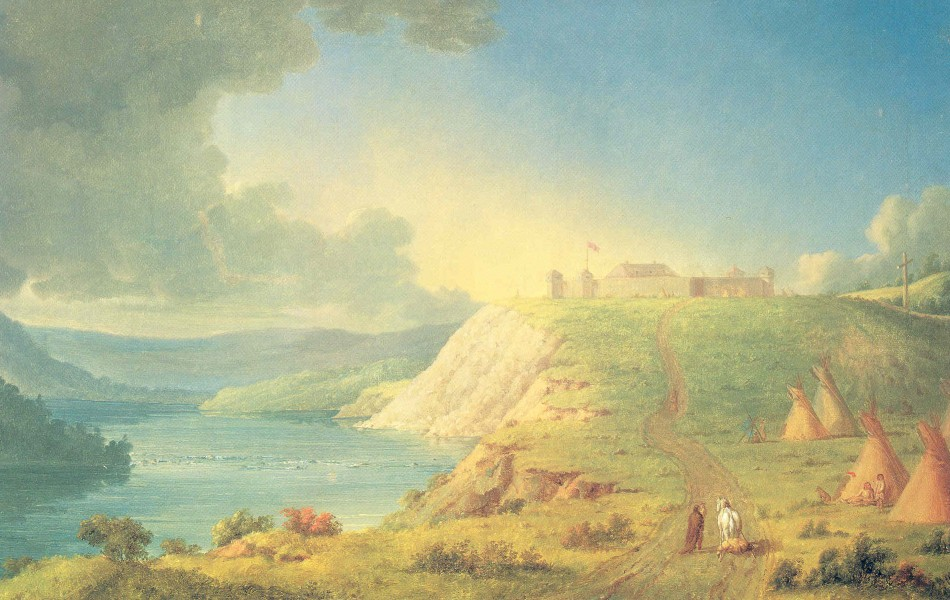
O quinto Fort Edmonton foi construído em um terreno mais elevado às margens do rio North Saskatchewan uma vez que o quarto, localizado no nível do leito do rio, sofria com as constantes inundações.

Em 25 de maio de 1848, Kane deixou Fort Edmonton, viajando com um grande destacamento de 23 barcos e 130 pessoas vinculadas a York Factory, liderado por John Edward Harriott.
Em 1 de Junho deparou-se com cerca de 1 500 guerreiros Blackfoot e de outras tribos preparados para a guerra, que estavam a planejar um ataque contra os Cree e os Assiniboine. Nessa ocasião Kane conheceu o chefe blackfoot, Big Snake (Omoxesisixany). A coluna de canoas permaneceu o menor tempo possível e, em seguida, desceu o rio rapidamente. Em 18 de Junho chegaram a Norway House, onde Kane permaneceu durante um mês, esperando o encontro anual dos principais chefes da Companhia da Baía de Hudson e a chegada do destacamento militar com o qual ele continuaria sua viagem.
Em 24 de Julho, partiu com o destacamento do Major McKenzie, viajando ao longo da costa oriental do lago Winnipeg até Fort Alexander. De aí em diante, Kane seguiu o mesmo caminho que tinha percorrido dois anos antes quando se dirigiu para Oeste: pelo lago dos Bosques, Fort Frances, e lago Rainy, viajou por canoa para Fort William e, em seguida, ao longo da margem norte do lago Superior até que alcançou Sault Ste. Marie em 1 de outubro de 1848. Aí retornou a Toronto num barco a vapor, tendo desembarcado em 13 de outubro. Kane colocou uma nota no seu livro sobre esta última etapa do seu percurso: "o maior sofrimento que eu tive de suportar [agora], foi a dificuldade de tentar dormir em uma cama civilizada".

## A vida em Toronto

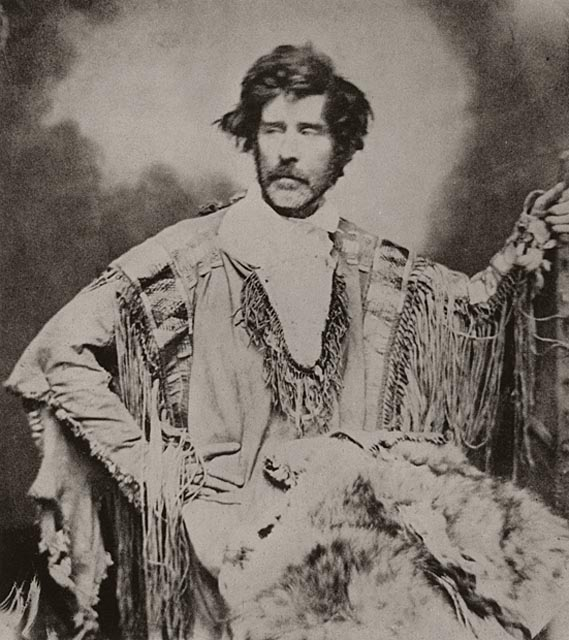
Paul Kane, c. 1850.

Kane residia agora, permanentemente em Toronto; foi para oeste, uma vez mais, quando foi contratado por um destacamento britânico em 1849 como guia e intérprete, mas só chegaram até ao Estabelecimento de Red River. Uma exposição de 240 dos seus esboços, em novembro de 1848 em Toronto foi um grande sucesso, e uma segunda exposição em setembro de 1852 mostrando oito telas a óleo também foi recebida favoravelmente. George William Allan apercebendo-se das qualidades do artista, tornou-se o seu patrono mais importante, dando-lhe a incumbência de fazer cem pinturas a óleo pelo preço de 20 000 Dólares canadianos (em 1852), o que permitiu a Kane levar uma vida como artista profissional. Kane também conseguiu em 1851 convencer o parlamento canadiano a encomendar doze pinturas pela soma de 500 Libras esterlinas, que ele entregou no final 1856.
Em 1853, Kane se casou com Harriet Clench (1823-92), filha do seu antigo empregador em Cobourg. David Wilson, um historiador contemporâneo da Universidade de Toronto, informa que ela era uma hábil pintora e escritora. Tiveram quatro filhos, dois filhos e duas filhas.
Até 1857, Kane conseguiu completar as obras encomendadas: mais de 120 telas a óleo para Allan, para o Parlamento e para Simpson. As suas obras foram expostas na Exposição Universal de Paris de 1855, onde foram apreciadas de forma muito positiva, tendo mesmo algumas delas sido enviadas para o Palácio de Buckingham em 1858, para serem apreciadas pela rainha Vitória. Por essa altura Kane tinha preparado um manuscrito baseado nas notas da sua viagem e enviou-o para uma editora de Londres para publicação. Como não obteve resposta, viajou para Londres e, com o apoio de Simpson, publicou o livro no ano seguinte. O livro tinha como título Wanderings of an Artist among the Indians of North America from Canada to Vancouver's Island and Oregon through the Hudson's Bay Company's Territory and Back Again e foi originalmente publicado pela Longman, Brown, Green, Longmans & Roberts, em Londres, em 1859, lindamente ilustrado com muitas litografias dos seus próprios desenhos e pinturas. Kane tinha dedicado o livro a Allan, o que desagradou a Simpson de tal forma que este cortou relações com Kane. O livro foi um sucesso imediato e foi editado por volta de 1863 em francês, dinamarquês e alemão.
A acuidade visual de Kane diminuía rapidamente na década de 1860, o que o obrigou a abandonar totalmente a pintura. Frederick Arthur Verner, que tinha sido inspirado pelo próprio Kane e era um artista de cenas do "oeste americano", tornou-se um amigo próximo. Verner fez três retratos do envelhecido Paul Kane, um dos quais está hoje no Museu Real de Toronto. Kane morreu inesperadamente numa manhã invernal em sua casa, quando voltava de seu passeio diário. Está enterrado no cemitério St. James em Toronto.

## Obras
O espólio das obras de Kane é constituído de mais de 700 esboços que fez durante suas duas viagens para o oeste e as mais de cem telas a óleo que ele mais tarde elaborou a partir deles, no seu estúdio em Toronto. Acerca dos seus primeiros retratos feitos em York ou Cobourg antes das suas viagens, Harper escreveu " [eles] são primitivos na abordagem, mas têm um apelo directo e uma calorosa coloração que os tornam atractivos". O resto são um número desconhecido de pinturas do seu tempo como retratista itinerante, nos Estados Unidos, mais um número de cópias de pinturas clássicas que fez durante a sua estadia na Europa.
A fama de Kane resulta das suas descrições da vida dos nativos americanos. Os seus esboços de campo foram feitos a lápis, aguarela, ou óleo sobre papel. Ele também trouxe na volta de suas viagens uma colecção de diversos artefactos, tais como máscaras, cachimbos feitos de caules, e outros artesanatos. Todo este conjunto serviu de base para o seu trabalho posterior no estúdio. Ele utilizou este conjunto de impressões para suas grandes telas a óleo, nas quais normalmente as combinava ou reinterpretava para criar novas composições. Os esboços de campo são um recurso valioso para etnologistas, mas os retratos a óleo, apesar de ainda conterem certos detalhes individuais do estilo de vida dos nativos americanos, são muitas vezes pouco verdadeiros em aspectos geográficos, históricos e etnográficos.
Um exemplo bem conhecido deste processo é o da pintura Flathead woman and child, na qual ele combina um esboço de um bebé Chinookan que tem a sua cabeça achatada por ficar atada com correias a um berço de madeira, com um esboço de campo desenhado posteriormente, de uma mulher Cowlitz vivendo em uma diferente região. Outro exemplo de como Kane elaborava os seus esboços pode ser vistos na sua pintura Indian encampment on Lake Huron, que é baseada em um esboço feito no verão de 1845 durante a sua primeira viagem a Sault Ste. Marie. A pintura tem um notável bom gosto romântico, acentuado pela iluminação e pelas dramáticas nuvens, enquanto a cena descrita da vida no acampamento é uma reminiscência de uma idealizada cena campestres da Europa.
De facto, Kane criou frequentemente cenas fictícias nas suas pinturas a óleo, baseadas nos seus esboços. A sua tela a óleo Mount St. Helens erupting, mostra uma enorme e dramática erupção vulcânica, mas no seu diário de viagem e nos esboços de campo, é evidente de que a montanha só libertava uma pequena coluna de fumo, aquando da visita de Kane (contudo, três anos antes tinha havido de facto uma erupção).
Em outros quadros Kane, juntou as imagens de esboços de rios desenhados em diferentes períodos e lugares, criando paisagens artificiais que não existiam na realidade. A sua pintura The Death of Big Snake apresenta uma cena totalmente imaginária: o chefe Omoxesisixany Blackfoot faleceu só em 1858, mais de dois anos após a conclusão da pintura.

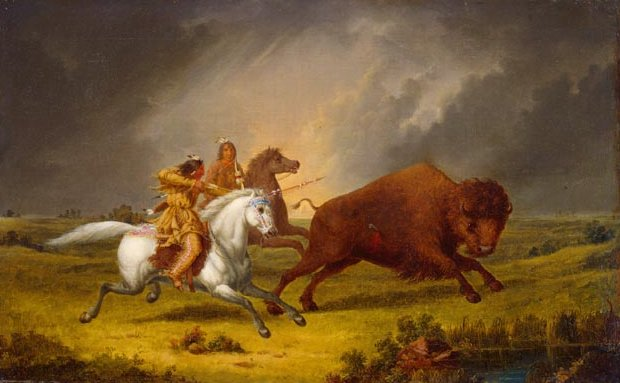
Assiniboine hunting buffalo, 1851–56, uma pintura a óleo exemplificando a forte influência das convenções da arte clássica europeia sobre o trabalho de estúdio de Kane.

A sua inspiração provinha das pinturas clássicas europeias, mas Kane por motivos económicos compunha as suas pinturas a óleo no estilo tradicional maneirista europeu. Kane tinha necessidade de vender os seus quadros para ganhar a vida e conhecia suficientemente bem a sua clientela: os seus mecenas não gostavam de decorar as suas casas com quadros a óleo que fossem simplesmente cópias dos esboços de campo, exigindo algo mais apresentável e semelhante às expectativas da época.
O embelezamento das imagens por Kane é evidente na sua pintura Assiniboine hunting buffalo, um dos doze quadros pintados para o parlamento. O quadro foi criticado porque os cavalos aí representados assemelham-se mais aos cavalos árabes do que aos das raças dos cavalos usados pelos índios. Descobriu-se que essa composição era baseada numa gravura italiana de 1816, em que viam-se dois romanos a caçar um touro. Já em 1877, Nicholas Flood Davin, comentara sobre essa discrepância, afirmando que "os cavalos índios são cavalos gregos, as colinas têm muito das cores e formas daquelas[…] dos antigos pintores de paisagens europeias, …" e Lawrence J. Burpee acrescentou na sua introdução à reimpressão em 1925 do livro de esboços da viagem de Kane que os esboços são "interpretações verdadeiras da vida selvagem" e tinha "em alguns aspectos, um elevado valor como arte". No século XX, a história da arte é menos severa na crítica do que Burpee, considerando que os esboços de campo de Kane são precisos e autênticos. Davis e Thacker escreveram "Kane foi um copiador no campo e artista no estúdio".
Kane é geralmente considerado um pintor clássico e um dos mais importantes pintores canadianos. As onze pinturas feitas para o parlamento que ainda existem(D) foram transferidas em 1955 para a Galeria Nacional do Canadá. A grande coleção de Allan foi comprada por Edmund Boyd Osler em 1903 e doada em 1912 ao Museu Real de Toronto. Uma coleção de 229 esboços foi vendida pelo neto de Kane, Paul Kane III por cerca de 100 000 dólares americanos para o Museu de Arte Stark em Orange, Texas, em 1957.

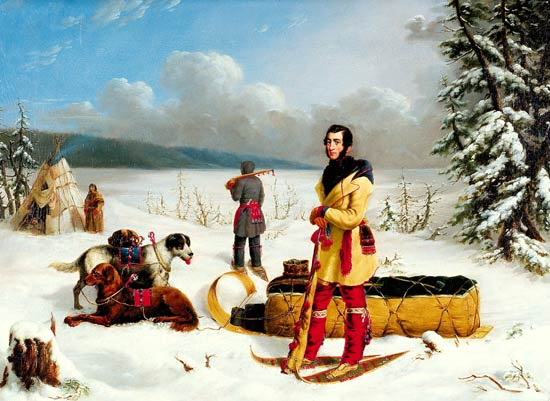
The Surveyor: Portrait of Captain John Henry Lefroy, c. 1845, vendido pelo preço recorde de mais de 5 milhões de dólares canadianos em 2002. A pintura é também às vezes chamada de Scene in the Northwest.

Uma pintura rara dele mostrando o administrador colonial britânico John Henry Lefroy, que tinha estado na posse da família Lefroy na Inglaterra, gerou um preço recorde num leilão da Sotheby's em Toronto em 25 de fevereiro de 2002, quando o milionário canadiano Kenneth Thomson ganhou o lance em 5 062 500 dólares americanos incluindo o prémio do comprador (3 172 567,50 dólares americanos naquele momento). Thomson doou posteriormente a pintura como parte de sua colecção Thomson para a Art Gallery of Ontario. O Glenbow Museum em Calgary tem uma cópia desta pintura que se pensa ter sido feita por Harriet Clench esposa de Kane. Outro leilão na Sotheby's em 22 de novembro de 2004, para a pintura a óleo de Kane, Encampment, Winnipeg River (após o esboço de campo mostrado acima) falhou quando a licitação parou em 1,7 milhões de dólares canadianos, menos do que o esperado preço de venda entre 2 a 2,5 milhões de dólares canadianos.
O relatório da viagem de Kane, publicado originalmente em Londres, em 1859, foi um grande sucesso nessa data e tem sido reproduzido por diversas vezes no século XX. Em 1986 Dawkins criticou o trabalho de Kane baseado fundamentalmente no relatório da viagem, mas também pela natureza "europeia" das suas pinturas a óleo, como mostrado nas tendências imperialistas ou mesmo racistas do artista. Esta opinião permanece bastante singular entre os historiadores de arte. O diário de viagem de Kane, que serviu de base para o livro editado em 1859, não contém qualquer julgamento pejorativo. MacLaren informou que as notas das viagens de Kane foram escritas num estilo muito diferente do texto publicado, de tal forma que ela deve ser considerada altamente provável que o livro tenha sido editado por outros, ou mesmo falseado para transformar as notas de Kane em notas vitorianas, e que assim, é difícil imputar qualquer percepção de racismo ao próprio artista.

## Legado e influência
Como um dos primeiros pintores canadianos que conseguiu ganhar o seu sustento, só a partir do seu trabalho artístico, Kane acabou por deixar preparado o terreno para os artistas vindouros. As suas viagens inspiraram outros para viagens semelhantes, e, além disso, deixou também uma grande influência artística, como é evidente no caso de Frederick Arthur Verner, de quem Kane tornou-se mentor nos seus últimos anos de vida. Segundo Harper, o início da carreira de Lucius O'Brien também foi influenciada pelo trabalho de Kane. A exposição em 1848, dos esboços de Kane, que incluiu 155 aguarelas e 85 pinturas a óleo sobre papel, ajudou a fixar o género na mente do público e abriu caminho para artistas como William Cresswell ou Daniel Fowler, que também foram capazes de viver às custas das suas aguarelas.
Tanto a exposição de esboços de 1848 como a de 1852, que mostrou as suas pinturas a óleo, tiveram grande sucesso e foram elogiadas por diversos jornais. Kane foi o mais proeminente pintor do Canadá Superior na sua época. Ele frequentemente inscrevia suas pinturas em exposições de arte e ganhava numerosos prémios por suas obras. Dominou a vida artística na década de 1850, chegando ao ponto de todo o júri artístico lhe pedir desculpa por não lhe atribuírem o prémio na categoria de pintura histórica na exposição anual da Sociedade de Agricultura do Canadá Superior, em 1852. (Kane ganhou consecutivamente o prémio todos os anos até 1859).
Kane foi um dos primeiros, se não o primeiro, turista a viajar por todo o oeste canadiano e pelo noroeste do Pacífico. Através de seus desenhos e pinturas, e mais tarde também através do seu livro, permitiu ao público em geral no Canadá Superior e Inferior, pela primeira vez, ter uma ideia dos povos e de seus estilos de vida neste vasto e pouco conhecido território. Kane sempre teve o desejo sincero de retratar, com maior precisão possível, as suas experiências - a paisagem, o povo e os seus instrumentos. Contudo, foi sobretudo com as suas obras embelezadas no seu estúdio que ganhou o apreço do público e se tornou famoso. As suas idealizadas pinturas a óleo, assim como as suas notas de viagens alteradas em seu livro, foram ambas um factor determinante na formação e divulgação da percepção dos povos indígenas do Norte americano, como bons selvagens, ao contrário do que o artista tinha pretendido. Os mais realistas esboços de campo foram "redescobertos" e valorizados pelo grande público somente no século XX.
Em 1937 Kane foi declarado Pessoa Histórica Nacional e uma placa comemorativa foi-lhe dedicada em Rocky Mountain House, em 1952.

### Leituras adicionais
- Bosley, A.: A Brush with Reality, Ottawa Citizen; 21 de Abril de 2002.
- Harper, J. R. (ed.): Paul Kane's Frontier, University of Texas Press, Austin, TX; 1971. ISBN 0-292-70110-1.
- MacLaren, I. S. :"I came to rite thare portraits": Paul Kane's Journal of His Western Travels, 1846-1848, American Art Journal 21(2), 1989.